# Гептнер, Владимир Георгиевич
Владимир Георгиевич Гептнер (22 июня 1901 года; г. Москва, Российская империя — 5 августа 1975 года) — советский учёный-зоолог, исследователь фауны Средней Азии. Доктор биологических наук (1936), профессор (1934). Профессор кафедры зоологии позвоночных МГУ в 1934—1975 годах.

## Биография
Родился 22 июня 1901 года в Москве в семье бухгалтера Георгия (Георга-Юлиуса) Андреевича Гептнера (1867—1935), отправлявшего до революции должность кистера, управляющего делами и бухгалтера реформаторской лютеранской церкви в Малом Трёхсвятительском переулке в Москве. Мать — Валерия (Валерия-Цецилия) Августиновна (1876—?), урождённая Ковалевская, лютеранка, немецко-польского происхождения из городка Кротошина под Познанью. Родители поженились в 1896 году, в семье было 5 детей.
В 1909 году поступил в швейцарскую реформатскую школу-гимназию, которую окончил в 1919 году. В дальнейшем поступил на естественное отделение физико-математического факультета Московского университета. Сдаёт выпускные экзамены в 1922 году.
В 1922 году являлся слушателем первых в СССР курсов охотоведения.
В 1924 году опубликовал первую печатную работу (статью по вопросам охраны природы).
После окончания МГУ в 1925 году поступил на аспирантуру к известным зоологам — С. И. Огневу и Г. А. Кожевникову. После её окончания в 1929 году стал доцентом; со следующего года начал читать курс «Систематика позвоночных».
В 1929 году стал учёным хранителем коллекции позвоночных животных Зоологического музея МГУ. В 1932—1950 годах являлся заведующим отдела млекопитающих Зоологического музея МГУ, а позже оставался научным консультантом.
16 февраля 1933 года был арестован и 22 марта отправлен в заключение на 3 года по статье 58-11 УК РСФСР. Отбывал заключение в Мариинских и Новосибирских лагерях Сиблага. Досрочно освобождён 9 июля 1933 года.
С 1938 года заместитель председателя секции охраны млекопитающих ВООП, с 1943 года — председатель.

## Научная деятельность
Основные научные труды посвящены систематике, морфологии, эволюции, биологии млекопитающих и их значению в сельском хозяйстве. Гептнер занимался исследованием диких животных Центральной Азии, свыше 20 видов животных названо его именем (например, тушканчик Гептнера).

## Семья
- Жена — Нина Сергеевна Руднева (1905, Дешлагар, Дагестан — ?), дочь генерала С. И. Руднева, до замужества в 1930 работала машинисткой в различных учреждениях Ашхабада[2].
  - Сын — Михаил Владимирович Гептнер (1940—2002), к.б.н., зоолог беспозвоночных, систематик и зоогеограф ракообразных[3].
- Брат — Александр (1898—1900)[2]
- Брат —  Георгий (1905—1952)[4], летчик, водил тяжёлые транспортные самолёты, в начале войны арестован, находился в  трудармии в Тагиллаге, после войны работал по специальности в системе Норильлага (аэропорт Валёк), с 1950 года в Астрахани[2][5][6].
- Брат — Эрик (1907—1944)[2], советский военный лётчик, смог попасть на фронте вопреки запрету использовать там немцев, гвардии старший лейтенант, погиб, посмертно Герой Российской Федерации (2.06.1996).
- Сестра — Галина (1915—1976)[2]

## Основные научные работы
- Гептнер В. Г. Общая зоогеография : 140 рисунков в тексте / В. Г. Гептнер. — Москва ; Ленинград: Государственное издательство биологической и медицинской литературы, 1936. — 548 с.
- Млекопитающие Советского Союза, — Москва, 1961—1976.
- Гептнер В. Г. Корсак. — М.: ВНЕШТОРГИЗДАТ, 1932. — 26 с. — 5000 экз.
- Гептнер В. Г.  Замечательный орнитолог и охотовед // «Охота и охотничье хозяйство», № 3, 1974. стр. 12-14 (тезисы доклада о С. А. Бутурлине)